# Дзкнагет
Дзкнагет (вірм. Ձկնագետ) — річка, що протікає у Вірменії, у марзах Котайк, Тавуш та Ґегаркунік завдовжки 23,5 км. Витік річки розташований на висоті 2600 метрів, гирлі  — 1900 метрів. Річка протікає в невеликій ущелині, впадає в озеро Севан.
| Вірменія | Це незавершена стаття з географії Вірменії. Ви можете допомогти проєкту, виправивши або дописавши її. |